# Tajfun Władywostok
Tajfun Władywostok (ros. Тайфун Владивосток) – rosyjski klub hokeja na lodzie z siedzibą we Władywostoku (Kraj Nadmorski).

## Historia
Klub powstał w 2016 i wówczas zespół został przyjęty do rozgrywek juniorskich MHL od edycji ligowej 2016/2017. Drużyna podjęła występy w Ussuryjsku. W sezonie 2018/2019 przeniesiono drużynę do Władywostoka. W 2023 przeprowadzono wielowymiarową modernizację klubu.
Drużynę podporządkowano klubowi seniorskiemu Admirał Władywostok z KHL.